# Super Airwolf
Super Airwolf (яп. スーパーエアーウルフ Су:па: Эа:уруфу), в США выпущенная под названием CrossFire — видеоигра в жанре скролл-шутер по мотивам американского телесериала «Воздушный волк». Разработана компанией A. I. Corporation для игровой платформы Sega Mega Drive/Genesis в 1991 году.

## Обзор игры
Игра представляет собой скролл-шутер с уровнями-локациями. В графическом оформлении используется традиционный для игр этого жанра «вид сверху», а также метод изометрической проекции.
По сюжету, главный герой противостоит армиям зла, пытающимся захватить мир.
Игровой процесс заключается примерно в следующем. Сначала игрок, управляя вертолётом Bell 222A, проходит один из уровней (в Гватемале, Кубе и Панаме); затем вертолёт снижается и пролетает на вражеской базой. После этого пилот машины, оказавшись на этой базе, освобождает заложника, спрятанного где-то в здании. Затем вновь начинается воздушная миссия, где нужно добраться до босса, находящегося в конце уровня, и уничтожить его.
Вертолёт может атаковать с помощью пулемёта, а также сбрасывать бомбы. Пилот вооружён автоматом, стреляющим по синусоидальной траектории.
Враги в игре — истребители, вертолёты, танки и корабли; на базах персонажу противостоят солдаты, пушки и (иногда) небольшие танки.
Полезные предметы в игре встречаются как во время воздушных миссий, так и на базах. Они увеличивают мощность огня вертолёта и пополняют запас бомб; подобрав рацию, пилот может, находясь на базе, вызвать вертолёт. Также на деньги, собранные на уровнях, можно пополнить боеприпасы или купить новое оружие в магазине.

## Оценки
Оценки игры были в основном средними. К примеру, рецензенты из игрового журнала Power Play оценили игру в 63 балла из 100.